# Grzybnia przetrwalnikowa
Grzybnia przetrwalnikowa – występujący u niektórych gatunków grzybów rodzaj grzybni pełniący funkcję przetrwalnikową. Składa się z szerszych strzępek o pogrubionych ścianach. Tego typu grzybnię tworzy np. Verticillium albo-atrum, u roślin wywołujący chorobę zwaną werticiliozą. Grzybnia ta powstaje w starszych koloniach tego patogenu. W glebie może przetrwać nawet wiele lat.
Występowanie grzybni przetrwalnikowej jest jedną z cech umożliwiających mikroskopową identyfikację gatunków. Umożliwia np. odróżnienie gatunku Verticillium albo-atrum od Verticillium dahliae, który nie wytwarza grzybni przetrwalnikowej.